# Alur Subur
Alur Subur is een bestuurslaag in het regentschap Dairi van de provincie Noord-Sumatra, Indonesië. Alur Subur telt 576 inwoners (volkstelling 2010).